# 伊沢谷川
伊沢谷川（いざわだにがわ）は、徳島県阿波市を流れる吉野川水系の河川である。

## 地理
阿波市（旧阿波郡阿波町字東緑）にある阿讃山脈の水源から阿波町を経て吉野川へ合流する。上流部は香川県道・徳島県道3号志度山川線と並行して流れている。

## 流域の主な施設
- 阿波自動車学校
- 阿波市立伊沢小学校
- 徳島県道139号船戸切幡上板線

## 流域の自治体
徳島県
阿波市